# Giv‘at Sikhnit
Giv‘at Sikhnit (hebreiska: גבעת סכנית) är en kulle i Israel.   Den ligger i distriktet Norra distriktet, i den norra delen av landet. Toppen på Giv‘at Sikhnit är 291 meter över havet.
Terrängen runt Giv‘at Sikhnit är lite kuperad. Runt Giv‘at Sikhnit är det ganska tätbefolkat, med 90 invånare per kvadratkilometer. Närmaste större samhälle är Sakhnīn, 2,0 km öster om Giv‘at Sikhnit. Omgivningarna runt Giv‘at Sikhnit är i huvudsak ett öppet busklandskap.